# Referent (Behörde)
Referent (lateinisch referre „melden“, „berichten“; vormals als Hilfsreferent bezeichnet) ist eine Funktionsbezeichnung im öffentlichen Dienst Deutschlands. Der Begriff ist nicht legaldefiniert, jedoch im öffentlichen Dienst allgemein gebräuchlich.

## Generelles
Ein Referent ist ein Beamter des höheren Dienstes bzw. ein vergleichbar eingruppierter Tarifbeschäftigter oder ein Stabsoffizier (Bundeswehr), der in einem Referat oder einer vergleichbaren Organisationseinheit eingesetzt ist, ohne dessen Leiter (z. B. Referatsleiter) zu sein. Manche Referenten vertreten die Referatsleiter in deren Abwesenheit. Referenten verfügen grundsätzlich über ein wissenschaftliches Studium mit Master- oder Diplom-Abschluss. Daher nehmen sie im Vergleich zu den Sachbearbeitern höherwertige Aufgaben, z. B. solche konzeptioneller Art, wahr.
In der Bundes- und Landesverwaltung ist der Referent eine Funktionsbezeichnung in obersten oder oberen Behörde. In Mittel- oder Ortsbehörden heißt die entsprechende Funktion Dezernent.
In den Bundesressorts wurden die heutigen Referenten bis zum Beschluss der Bundesregierung vom 24. April 1981 zur Änderung der Gemeinsamen Geschäftsordnung der Bundesministerien (GGO) als Hilfsreferenten und die heutigen Referatsleiter als Referenten bezeichnet. Daher leitet sich der noch heute in § 45 Abs. 4 Satz 1 GGO enthaltene Begriff Referentenentwurf für Gesetzentwürfe ab, die das federführende Bundesministerium anderen Ressorts zur Abstimmung einer Kabinettsvorlage zuleitet. 
In der Bundesverwaltung bekleiden Referenten meist das statusrechtliche Amt und führen die Amtsbezeichnung eines Regierungsrates (Besoldungsgruppe A 13h BBesO) oder Oberregierungsrates (Besoldungsgruppe A 14 BBesO). In obersten Bundesbehörden (Bundesministerien) sowie obersten Landesbehörden (Landesministerien) sind sie auch Regierungsdirektoren (Besoldungsgruppe A 15 BBesO).